# Hooton
Hooton – wieś w Anglii, w hrabstwie ceremonialnym Cheshire, w dystrykcie (unitary authority) Cheshire West and Chester. Leży 13 km na północ od miasta Chester i 277 km na północny zachód od Londynu.